# 조너선 나이트
조너선 나이트(Jonathan Knight, 1968년 11월 29일 ~ )는 미국의 가수로, 뉴 키즈 온 더 블록의 일원이다. 조던 나이트의 형이다.